# Gobierno de Unidad Nacional de Birmania
El Gobierno de Unidad Nacional de Birmania, cuyo nombre oficial es Gobierno de Unidad Nacional de la República de la Unión de Myanmar (en birmano: အမျိုးသားညီညွတ်ရေး အစိုးရ; abreviado NUG de sus siglas en inglés National Unity Government) es un gobierno birmano en el exilio formado por el Comité Representante de la Asamblea de la Unión, un grupo de legisladores electos derrocados en el golpe de Estado de 2021 en Birmania. Incluye representantes de la Liga Nacional para la Democracia (el partido gobernante depuesto de la ex consejera de estado Aung San Suu Kyi), grupos insurgentes de minorías étnicas y varios partidos minoritarios. El Consejo de Administración del Estado, la junta militar gobernante del país, declaró al NUG ilegal y una organización terrorista.
En mayo de 2021, el NUG anunció la formación de la "Fuerza de Defensa del Pueblo" y en septiembre el lanzamiento de una "guerra defensiva" y una revolución nacional contra la junta militar. En septiembre de 2021, el NUG había establecido oficinas de representación en Estados Unidos, Reino Unido, Francia, República Checa, Australia y Corea del Sur.

## Historia
Tras el golpe militar del 1 de febrero de 2021, miembros de la Liga Nacional para la Democracia (LND) que habían sido elegidos legisladores en las elecciones generales de 2020 crearon un Comité Representante de la Asamblea de la Unión (la legislatura de Myanmar). Afirmó ser la autoridad legislativa legítima de Myanmar. El 16 de abril nombró a un grupo de funcionarios del Gobierno de Unidad Nacional, que incluía a miembros de la NLD, otros partidos e independientes.
El NUG ha buscado el reconocimiento internacional como el gobierno de Myanmar, y cuando se anunció el NUG, su ministro designado de Asuntos Internos e Inmigración, Lwin Ko Latt, declaró que espera el reconocimiento de varios países pronto. La Confederación Sindical Internacional ha pedido el reconocimiento del NUG por parte de los gobiernos y las Naciones Unidas, y los Parlamentarios de Derechos Humanos de la ASEAN, un grupo de legisladores pro derechos humanos dentro de los países de la ASEAN, pidió a la ASEAN que invite al NUG a la Reunión de Líderes de la ASEAN el 24 de abril en lugar de representantes de la junta militar.
El 5 de mayo de 2021, el NUG anunció la formación de la "Fuerza de Defensa del Pueblo" como brazo armado para lanzar una revolución armada contra la junta militar, que el 8 de mayo la designó como organización terrorista.
El 7 de septiembre de 2021, el NUG anunció el lanzamiento de una guerra defensiva contra la junta militar e instó a los ciudadanos a rebelarse contra la junta en todos los rincones del país.
El 6 de octubre de 2021, el ministro de Relaciones Exteriores de Malasia, Saifuddin Abdullah, advirtió al ejército birmano que estaba preparado para mantener conversaciones oficiales con el NUG si el ejército no cooperaba con los términos del consenso de cinco puntos de la ASEAN.

## Reconocimiento internacional
En septiembre de 2021, en el período previo a la 76° Asamblea General de las Naciones Unidas, se esperaba que la ONU tomara una decisión formal sobre el reconocimiento del gobierno legítimo de Myanmar. Un compromiso entre bastidores entre Estados Unidos y China impidió que los representantes del ejército birmano asistieran a la sesión, previendo efectivamente una decisión para reemplazar a Kyaw Moe Tun, el actual Representante Permanente de Myanmar que representa al NUG.
El 5 de octubre de 2021, el Senado francés aprobó por unanimidad una resolución para reconocer formalmente al NUG como el gobierno oficial de Myanmar. El 7 de octubre de 2021, el Parlamento Europeo hizo lo mismo y adoptó una resolución que reconoce a la CRPH y al NUG como los únicos representantes legítimos de Myanmar.

## Cargos gubernamentales

### Ejecutivos del Gobierno
| Oficina             | Nombre                | Portafolio             | Término en el cargo | Término en el cargo | Término en el cargo     | Partido político                                                                            | Fuente |
| Oficina             | Nombre                | Portafolio             | Asumió el cargo     | Dejó el cargo       | Días                    | Partido político                                                                            | Fuente |
| ------------------- | --------------------- | ---------------------- | ------------------- | ------------------- | ----------------------- | ------------------------------------------------------------------------------------------- | ------ |
| Presidente          | Win Myint             | Jefe de Estado         | 16 de abril de 2021 | Titular             | 4 años, 1 mes y 15 días | Liga Nacional por la Democracia                                                             | [ 20 ] |
| Vicepresidente      | Duwa Lashi La         | Jefe de Estado adjunto | 16 de abril de 2021 | Titular             | 4 años, 1 mes y 15 días | Asamblea Consultiva Nacional de Kachin / Equipo de Coordinación Política Interina de Kachin | [ 20 ] |
| Consejero de Estado | Aung San Suu Kyi      | Jefe de Gobierno       | 16 de abril de 2021 | Titular             | 4 años, 1 mes y 15 días | Liga Nacional por la Democracia                                                             | [ 20 ] |
| Primer ministro     | Mahn gana Khaing Than | Subjefe de Gobierno    | 16 de abril de 2021 | Titular             | 4 años, 1 mes y 15 días | Liga Nacional por la Democracia                                                             | [ 20 ] |

### Ministros del gobierno
| Cargo                                                          | Nombre                  | Término en el cargo  | Término en el cargo | Término en el cargo        | Fuente |
| Cargo                                                          | Nombre                  | Asumió el cargo      | Dejó el cargo       | Días                       | Fuente |
| -------------------------------------------------------------- | ----------------------- | -------------------- | ------------------- | -------------------------- | ------ |
| Ministro de Comercio                                           | Khin Ma Ma Myo          | 25 de agosto de 2021 | Titular             | 3 años, 9 meses y 7 días   | [ 20 ] |
| Ministro de Comunicaciones, Información y Tecnología           | Htin Lin Aung           | 5 de junio de 2021   | Titular             | 3 años, 11 meses y 26 días | [ 20 ] |
| Ministro de Defensa                                            | Yee Mon                 | 16 de abril de 2021  | Titular             | 4 años, 1 mes y 15 días    | [ 20 ] |
| Viceministro de Defensa                                        | Naing Kaung Yuat        | 16 de abril de 2021  | Titular             | 4 años, 1 mes y 15 días    | [ 20 ] |
| Viceministro de Defensa                                        | Khin Ma Ma Myo          | 16 de abril de 2021  | Titular             | 4 años, 1 mes y 15 días    | [ 20 ] |
| Ministro de Educación                                          | Dr. Zaw Wai Soe         | 16 de abril de 2021  | Titular             | 4 años, 1 mes y 15 días    | [ 20 ] |
| Ministro de Salud                                              | Dr. Zaw Wai Soe         | 16 de abril de 2021  | Titular             | 4 años, 1 mes y 15 días    | [ 20 ] |
| Viceministro de Educación                                      | Ja Htoi Pan             | 16 de abril de 2021  | Titular             | 4 años, 1 mes y 15 días    | [ 20 ] |
| Viceministro de Educación                                      | Dr. Sai Khaing Myo Tun  | 3 de mayo de 2021    | Titular             | 4 años y 29 días           | [ 20 ] |
| Viceministro de Salud                                          | Dr. Shwe Pon            | 16 de abril de 2021  | Titular             | 4 años, 1 mes y 15 días    | [ 20 ] |
| Ministro de Electricidad y Energía                             | Soe Thura Tun           | 5 de junio de 2021   | Titular             | 3 años, 11 meses y 26 días | [ 20 ] |
| Viceministro de Electricidad y Energía                         | Maw Tun Aung            | 26 de julio de 2021  | Titular             | 3 años, 10 meses y 6 días  | [ 20 ] |
| Ministro de Asuntos de la Unión Federal                        | Dr. Lian Hmung Sakhong  | 16 de abril de 2021  | Titular             | 4 años, 1 mes y 15 días    | [ 20 ] |
| Viceministro de Asuntos de la Unión Federal                    | Chit Tun                | 16 de abril de 2021  | Titular             | 4 años, 1 mes y 15 días    | [ 20 ] |
| Viceministro de Asuntos de la Unión Federal                    | Maing Win Htoo          | 16 de abril de 2021  | Titular             | 4 años, 1 mes y 15 días    | [ 20 ] |
| Ministro de Asuntos Exteriores                                 | Zin Mar Aung            | 16 de abril de 2021  | Titular             | 4 años, 1 mes y 15 días    | [ 20 ] |
| Viceministro de Asuntos Exteriores                             | Moe Zaw Oo              | 16 de abril de 2021  | Titular             | 4 años, 1 mes y 15 días    | [ 20 ] |
| Ministro de Asuntos Locales e Inmigración                      | Lwin Ko Latt            | 16 de abril de 2021  | Titular             | 4 años, 1 mes y 15 días    | [ 20 ] |
| Viceministro de Asuntos Locales e Inmigración                  | Khu Hte Bu              | 16 de abril de 2021  | Titular             | 4 años, 1 mes y 15 días    | [ 20 ] |
| Ministro de Asuntos Humanitarios y Manejo de Desastre          | Win Myat Aye            | 16 de abril de 2021  | Titular             | 4 años, 1 mes y 15 días    | [ 20 ] |
| Viceministro de Asuntos Humanitarios y Manejo de Desastre      | Naw Htoo Phaw           | 16 de abril de 2021  | Titular             | 4 años, 1 mes y 15 días    | [ 20 ] |
| Ministro de Derechos Humanos                                   | Aung Myo Min            | 3 de mayo de 2021    | Titular             | 4 años y 29 días           | [ 20 ] |
| Viceministro de Derechos Humanos                               | Ba Ham Htan             | 3 de mayo de 2021    | Titular             | 4 años y 29 días           | [ 20 ] |
| Ministro de Cooperación Internacional                          | Dr. Sasa                | 16 de abril de 2021  | Titular             | 4 años, 1 mes y 15 días    | [ 20 ] |
| Viceministro de Cooperación Internacional                      | Hkaung Naw              | 3 de mayo de 2021    | Titular             | 4 años y 29 días           | [ 20 ] |
| Ministro de Asuntos Laborales                                  | Nai Thuwanna            | 3 de mayo de 2021    | Titular             | 4 años y 29 días           | [ 20 ] |
| Viceministro de Asuntos Laborales                              | Kyaw Ni                 | 3 de mayo de 2021    | Titular             | 4 años y 29 días           | [ 20 ] |
| Ministro de Recursos Naturales y Conservación Ambiental        | Hkalen Tu Hkawng        | 16 de abril de 2021  | Titular             | 4 años, 1 mes y 15 días    | [ 20 ] |
| Viceinistro de Recursos Naturales y Conservación Ambiental     | Khun Bedu               | 16 de abril de 2021  | Titular             | 4 años, 1 mes y 15 días    | [ 20 ] |
| Ministro de Justicia                                           | Thein Oo                | 5 de junio de 2021   | Titular             | 3 años, 11 meses y 26 días | [ 20 ] |
| Ministro de Planificación, Finanzas e Inversión                | Tin Tun Naing           | 16 de abril de 2021  | Titular             | 4 años, 1 mes y 15 días    | [ 20 ] |
| Viceministro de Planificación, Finanzas e Inversión            | Min Zayar Oo            | 16 de abril de 2021  | Titular             | 4 años, 1 mes y 15 días    | [ 20 ] |
| Ministro de Asuntos de la Mujer, la Juventud y la Infancia     | Naw Susanna Hla Hla Soe | 16 de abril de 2021  | Titular             | 4 años, 1 mes y 15 días    | [ 20 ] |
| Viceministro de Asuntos de la Mujer, la Juventud y la Infancia | Ei Thinzar Maung        | 16 de abril de 2021  | Titular             | 4 años, 1 mes y 15 días    | [ 20 ] |
| Auditor General de la Unión                                    | Toe Aung                | 26 de julio de 2021  | Titular             | 3 años, 10 meses y 6 días  | [ 20 ] |